# التطهير
في السياسة، يشير التطهير إلى عملية إقصاء المسؤولين الحكوميين في أوروبا الوسطى والشرقية. استخدمت أشكال مختلفة من التطهير في أوروبا ما بعد الشيوعية، ومؤخراً في أوكرانيا.

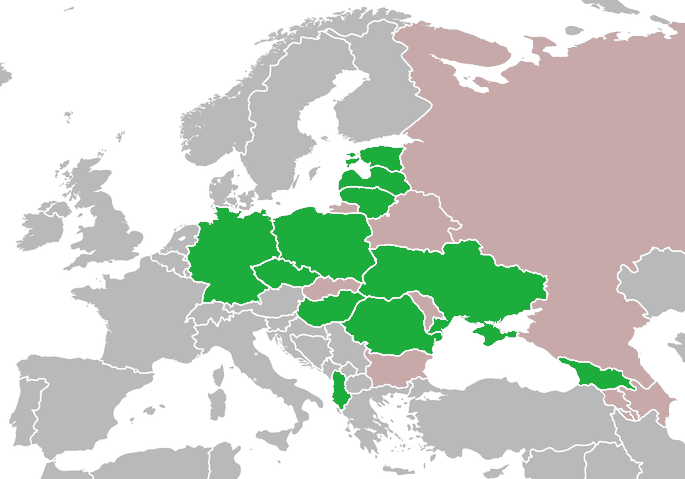
خريطة التطهير في أوروبا

## اصل الكلمة
التطهير بشكل عام هو عملية جعل شيئًا ما واضحًا أو نقيًا، وعادةً ما يكون عن طريق عرض استباقي. تم أخذ المصطلح من الرومانية lustratio طقوس التطهير.

## السياسات والقوانين
بعد سقوط مختلف الحكومات الشيوعية الأوروبية في 1989-1991، جاء المصطلح للإشارة إلى السياسات التي أقرتها الحكومة وهي «الإقصاء الجماعي للأشخاص المرتبطين بالانتهاكات في ظل النظام السابق». استبعدت الإجراءات مشاركة الشيوعيين السابقين، ولا سيما مخبرو الشرطة السرية الشيوعية، أو في المناصب السياسية اللاحقة، أو حتى في وظائف الخدمة المدنية. وشكل هذا الاستبعاد جزءًا من حملات أوسع لإنهاء الخدمة. ومع ذلك، في بعض البلدان، لم تؤد قوانين الإغواء إلى الإقصاء والتنحية. استند قانون التطهير في هنغاريا (1994-2003) إلى تعرض مسؤولي الدولة للخطر، في حين اعتمد قانون التطهير في بولندا (1999-2005) على الاعتراف.

### النتائج
يمكن لتطهير أن يكون شكلاً من أشكال العقاب من قبل السياسيين المناهضين للشيوعية الذين كانوا معارضين في ظل حكومة يقودها الشيوعيون. عادة ما يتم تمرير قوانين التقاضي قبل الانتخابات مباشرة، وتصبح أكثر تشددًا عندما تكون الحكومات اليمينية في السلطة، ويتم تخفيفها أثناء وجود الأحزاب الديمقراطية الاجتماعية في السلطة. يُزعم أن أنظمة التقاضي القائمة على الفصل أو الاعتراف قد تكون قادرة على زيادة الثقة في الحكومة،  حين أن الأنظمة القائمة على الاعتراف قد تكون قادرة على تعزيز المصالحة الاجتماعية.

## أمثلة

### في تشيكوسلوفاكيا وجمهورية التشيك
على عكس العديد من الدول المجاورة لم تفصل الحكومة الجديدة في جمهورية التشيك وسلوفاكيا الفيدرالية بموجب محاكمات أمام المحاكم، ولكن بدلاً من ذلك اتخذت نهجا غير قضائي لضمان تنفيذ التغييرات.  

لم يكن الغرض من قوانين التطهير في تشيكوسلوفاكيا والجمهورية التشيكية هو العدالة، ولكن لضمان عدم حدوث أحداث مثل الانقلاب الشيوعي في فبراير 1948 مرة أخرى.

### في ألمانيا
لم يكن لدى ألمانيا عملية تطهير، لكن لديها وكالة اتحادية، تُعرف باسم وكالة شتازي للتسجيلات، مكرسة للحفاظ على المحفوظات وحمايتها والتحقيق في تصرفات الشرطة السرية الألمانية الشرقية السابقة، شتازي. وكالة تابعة لممثل الحكومة الاتحادية للثقافة (بيرند نيومان، CDU). اعتبارا من عام 2012، كان لديها 1,708 موظف.